# Amici non ne ho... ma amiche sì!
Amici non ne ho... ma amiche sì! è il primo album di cover della cantautrice italiana Loredana Bertè, pubblica ti  il 1º aprile 2016.

## Scrittura e registrazione
L'album, prodotto da Fiorella Mannoia, è stato realizzato per celebrare i quarant'anni di carriera della Berté. Il primo singolo estratto, È andata così, è stato scritto da Ligabue, che nell'annunciare la collaborazione con la Berté, ha dichiarato:

Intervistata da Mario Luzzatto Fegiz, la cantante racconta:

## Le canzoni
La lista tracce dell'album comprende la maggior parte delle hit storiche della Berté, riarrangiate da Carlo Di Francesco e Davide Aru e presentate in duetto con alcune delle più famose cantanti italiane contemporanee, tra cui Fiorella Mannoia (In alto mare, Il mare d'inverno), Alessandra Amoroso (Sei bellissima), Bianca Atzei (Così ti scrivo), Elisa (...E la luna bussò), Emma (Non sono una signora), Irene Grandi (Buongiorno anche a te), Noemi (Dedicato), Patty Pravo (Mi manchi), Paola Turci (Luna) e Nina Zilli (La goccia).
Nel disco sono presenti anche una nuova versione di  Ma quale musica leggera, brano scritto da Edoardo Bennato, riarrangiato e cantato in duetto con Aida Cooper (amica, vocalist e storica cantante sia nei concerti di Loredana Berté che di Mia Martini), una nuova versione di Folle città e un duetto virtuale con Mia Martini per la nuova versione di Stiamo come stiamo, brano presentato dalle due sorelle al Festival di Sanremo 1993. 
Chiude l'album Il mio funerale, secondo inedito scritto dalla stessa Berté, prodotto artisticamente da Luca Mattioni e contraddistinto da sonorità reggae con venature rock, definito anche come il suo miglior brano degli ultimi anni. Il testo, secondo la cantante, è un chiaro atto di accusa nei confronti di «chi si imbuca ai funerali delle persone famose e sgomita davanti alle telecamere, fingendo un'amicizia che in realtà non c'è mai stata, pur di ottenere qualche secondo di visibilità in TV o sui giornali. Non sopporto l'opportunismo e nemmeno il mostruoso narcisismo della gente comune.»

## Promozione
Il primo singolo estratto, È andata così, è stato promosso da un videoclip girato dalla stessa Bertè. L'album è stato raccontato dalla Berté in svariatissime video interviste di enti di primaria importanza; inoltre il 1° e il 7 aprile 2016 l'album è stato promosso in due instore: il primo alla Feltrinelli di Roma, il secondo alla Mondadori Megastore di Milano.
Domenica 10 aprile, Loredana racconta l'album esibendosi con È andata così a Domenica In su Rai 1.
Secondo la classifica annuale del 2016 pubblicata dalla Fimi l’album si trova alla posizione numero 80.

## Tracce
1. È andata così (Inedito) – 4:16 (Luciano Ligabue)
2. Non sono una signora (feat. Emma) – 3:50 (Ivano Fossati)
3. In alto mare (feat. Fiorella Mannoia) – 3:19 (testo: Daniele Pace, Oscar Avogadro – musica: Mario Lavezzi)
4. Luna (feat. Paola Turci) – 4:52 (testo: Loredana Bertè – musica: Maurizio Piccoli)
5. Dedicato (feat. Noemi) – 3:40 (Ivano Fossati)
6. Sei bellissima (feat. Alessandra Amoroso) – 4:02 (testo: Claudio Daiano – musica: Gian Pietro Felisatti)
7. Il mare d'inverno (feat. Fiorella Mannoia) – 4:26 (Enrico Ruggeri)
8. E la luna bussò (feat. Elisa) – 4:32 (testo: Daniele Pace, Oscar Avogadro – musica: Mario Lavezzi)
9. La goccia (feat. Nina Zilli) – 3:30 (testo: Oscar Avogadro – musica: Alberto Radius)
10. Folle città (feat. Antonella Lo Coco) – 3:29 (testo: Daniele Pace, Oscar Avogadro – musica: Alberto Radius)
11. Ma quale musica leggera (feat. Aida Cooper) – 3:09 (Edoardo Bennato)
12. Mi manchi (feat. Patty Pravo) – 4:18 (testo: Loredana Bertè – musica: Mauro Paoluzzi)
13. Così ti scrivo (feat. Bianca Atzei) – 4:42 (Maurizio Piccoli)
14. Buongiorno anche a te (feat. Irene Grandi) – 3:45 (testo: Oscar Avogadro – musica: Pino Daniele)
15. Amici non ne ho (feat. Aida, Alessandra, Antonella, Bianca, Elisa, Emma, Fiorella, Irene, Nina, Noemi, Paola, Patty) – 4:00 (testo: Maurizio Piccoli, Loredana Bertè – musica: Maurizio Piccoli)
16. Stiamo come stiamo (feat. Mia Martini) – 4:28 (testo: Maurizio Piccoli, Loredana Bertè – musica: Maurizio Piccoli)
17. Il mio funerale (Inedito) – 3:15 (testo: Luigi Magurno, Loredana Berté – musica: Luigi Magurno)

## Formazione
- Loredana Berté – voce, cori
- Matteo Di Francesco – batteria
- Davide Aru – chitarra, cori, programmazione, tastiera
- Carlo Di Francesco – percussioni, programmazione, tastiera
- Fabio Valdemarin – pianoforte
- Luca Visigalli – basso
- Diego Corradin – batteria
- Clemente Ferrari – tastiera, cori
- Giorgio Secco – chitarra
- Luca Mattioni – tastiera, cori, programmazione
- Lele Melotti – batteria
- Pierluigi Mingotti – basso
- Andrea Morelli – chitarra
- Carlo Miori – batteria, basso
- Stefano Mariani – tastiera, chitarra, cori
- Alessandro De Crescenzo – chitarra
- Alberto Linari – tastiera

## Andamento nella classifica italiana degli album
Formato Album
| FIMI ITA album chart | FIMI ITA album chart | FIMI ITA album chart | FIMI ITA album chart | FIMI ITA album chart | FIMI ITA album chart | FIMI ITA album chart | FIMI ITA album chart | FIMI ITA album chart | FIMI ITA album chart | FIMI ITA album chart | FIMI ITA album chart | FIMI ITA album chart | FIMI ITA album chart | FIMI ITA album chart | FIMI ITA album chart | FIMI ITA album chart | FIMI ITA album chart | FIMI ITA album chart |
| Settimana            | 01                   | 02                   | 03                   | 04                   | 05                   | 06                   | 07                   | 08                   | 09                   | 10                   | 11                   | 12                   | 13                   | 14                   | 15                   | 16                   | 20                   | 52                   |
| -------------------- | -------------------- | -------------------- | -------------------- | -------------------- | -------------------- | -------------------- | -------------------- | -------------------- | -------------------- | -------------------- | -------------------- | -------------------- | -------------------- | -------------------- | -------------------- | -------------------- | -------------------- | -------------------- |
| Posizione            | 2                    | 8                    | 14                   | 21                   | 22                   | 23                   | 41                   | 50                   | 61                   | 46                   | 69                   | 65                   | 85                   | 98                   | 90                   | 92                   | 88                   | 64                   |
| Fonti                | [ 5 ]                | [ 6 ]                | [ 7 ]                | [ 8 ]                | [ 9 ]                | [ 10 ]               | [ 11 ]               | [ 12 ]               | [ 13 ]               | [ 14 ]               | [ 15 ]               | [ 16 ]               | [ 17 ]               | [ 18 ]               | [ 19 ]               | [ 20 ]               | [ 21 ]               |                      |

Formato Vinile
| Posizione | 1      | 2      | 16     | 18     |
| Fonti     | [ 22 ] | [ 23 ] | [ 24 ] | [ 25 ] |